# Трипалладийгафний
Трипалладийгафний — бинарное неорганическое соединение, интерметаллид
палладия и гафния
с формулой HfPd3,
кристаллы.

## Получение
- Сплавление стехиометрических количеств чистых веществ:

{\displaystyle {\mathsf {3Pd+Hf\ {\xrightarrow {1965^{o}C}}\ HfPd_{3}}}}

## Физические свойства
Трипалладийгафний образует кристаллы гексагональной сингонии, пространственная группа P 63/mmc, параметры ячейки a = 0,5595 нм, c = 0,9192 нм, Z = 4,
структура типа триникельтитана TiNi3
.
Соединение образуется по перитектической реакции при температуре 1965 °C.